# Тевли (станция)
Тевли (бел. Тэўлі) — железнодорожная станция, расположенная в деревне Тевли Кобринского района Брестской области. 
Станция расположена между платформами Лясы и Столпы
На станции Тевли осуществляется пересадка на автобусы до города Кобрин.